# Chaetodontoplus ballinae
Chaetodontoplus ballinae là một loài cá biển thuộc chi Chaetodontoplus trong họ Cá bướm gai. Loài này được mô tả lần đầu tiên vào năm 1959.

## Từ nguyên
Từ định danh của loài được đặt theo tên của thị trấn Ballina, nơi mà mẫu gốc của loài được phát hiện.

## Phạm vi phân bố và môi trường sống
C. ballinae là loài bản địa của Tây Nam Thái Bình Dương. Loài này hiện được biết đến ở ngoài khơi đảo Stradbroke, phía nam Queensland và rải rác tại các thị trấn phía bắc New South Wales, cũng như đảo Lord Howe ở phía đông (đều thuộc Úc).
Loài này sống gần các rạn san hô và mỏm đá ngầm ở độ sâu khoảng từ 10 đến ít nhất là 200 m. Tại Ball's Pyramid (đỉnh núi lửa ngoài khơi Lord Howe), C. ballinae có thể được nhìn thấy gần các vách đá, hang động ở vùng nước sâu.

## Mô tả
C. ballinae có chiều dài cơ thể tối đa được biết đến là 20 cm. Phần thân của C. ballinae có màu trắng xám với một dải màu đen phủ khắp lưng, lan rộng đến gần như toàn bộ vây lưng, cuống đuôi, và kéo dài xuống gốc vây ngực. Đầu có một vệt đen băng ngang qua mắt, và một vùng màu đen trên môi. Phần gai vây lưng, vây đuôi và vây ngực có màu vàng tươi. Vây hậu môn, nửa ngoài của vây lưng và vây bụng màu trắng. Mắt có màu vàng.

## Sinh thái
Hầu như không có thông tin gì được biết đến về mặt sinh thái học của loài này. Trong những cuộc khảo sát biển, C. ballinae thường được quan sát là bơi theo cặp, nhưng cũng bắt những cá thể sống đơn độc.
Loài này không xuất hiện trong ngành buôn bán cá cảnh vì chúng được bảo vệ bởi chính phủ Úc.